# Techirghiol
Techirghiol é uma cidade da Romênia com 7.388 habitantes, localizada no distrito de Constança.